# 侯典荟
侯典荟（1973年9月—），山东长岛人，中国人民解放军大校，现任三明军分区大校政治委员。
侯典荟曾历任摩步91师政治部主任、第73集团军某旅政委。2022年8月，侯典荟任三明军分区政治委员。他还是福建省第十四届人大代表。